# Cistugo seabrae
Cistugo seabrae és una espècie de ratpenat de la família dels cistúgids. Viu a Angola, Namíbia i Sud-àfrica. El seu hàbitat natural són les zones àrides. No hi ha cap amenaça significativa per a la supervivència d'aquesta espècie.